# Stade GAP de Şanlıurfa
Le Stade 11 Nisan (en turc : 11 Nisan Stadyumu) est un stade de football situé à Şanlıurfa, Turquie.

## Histoire
Construit dans le cadre du projet de développement du sud-est de l'Anatolie par le Ministère de la Jeunesse et des Sports (GSGM), le stade Şanlıurfa GAP est un stade d'une capacité de 30 000 places. 

## Événements
- Finale de la Coupe de Turquie de football 2009-2010, 5 mai 2010.
- FIM FreeStyle Motocross World Championship, 15 et 16 mai 2010.